# Fionavarska tapiserija
Fionavarska tapiserija je trilogija fantastičnih romana kanadskog spisatelja Guya Gavriela Kaya. Radnja ove trilogije manjim se dijelom odvija u stvarnom, suvremenom svijetu, a većim dijelom u fiktivnom svijetu Fionavaru. Svemir u kojem se odvija radnja ove trilogije stvorilo je božanstvo koje se zove Tkalac za razbojem. To je božansko biće doslovno satkalo svemir i sve svjetove u njemu, a prvi takav svijet je upravo Fionavar. Zemlja je samo jedan od brojnih svjetova. Posebnost je Fionavara u tome da upravo zbog toga što je prvi stvoren svijet utječe i na sve druge svjetove. Sve što se dogodi na Fionavaru na neki se način manifestira na ostalim svjetovima, te postoje sličnosti u vjerovanjima i legendama. 
Radnja trilogije prati priču petero studenata Sveučilišta u Torontu koji bivaju "uvučeni" u Fionavar, uz pomoć maga Lorena Srebrnplaštog, gdje otkrivaju svoje posebne sudbinu u okviru znatno šire priče.

## Likovi
Petero studenata
- Kevin Laine (Liadon)
- Paul Schafer (Pwyll Twiceborn)
- Dave Martyniuk (Davor)
- Kimberly Ford
- Jennifer Lowell (Guinevere)

Božanstva
- Tkalac, Tkalac za Razbojem - stvoritelj Fionavara i svih bića koja ondje obitavaju. Plete niti velike Tapiserije, kojom priča priču svih svjetova. Ne pojavljuje se izravno u romanima, za razliku od ostalih božanstava koja se upliću u sudbine smrtnika.
- Macha i Nemain - boginje rata i krvoprolića
- Ceinwen - lovkinja, boginja šume, poznata i kao Ceinwen od Luka.
- Cernan - muški pandan boginje Ceinwen, poznat kao Cernan od Zvjeradi.
- Mörnir - često zvan Mörnir od Groma. Stablo ljeta, kao i žrtve koje se ondje prinose pripadaju njemu. Ima dva gavrana, Misao i Sjećanje.
- Dana - Majka, pandan Mörniru, zaštitnik sve svoje djece. Najstarije mjesto posvećeno ovoj bogininji nalaze se u špiljama Dun Maure.
- Eilathen - vodeni duh koji obitava u Ysanninom jezeru.
- Flidais - šumski duh, tvrdi da posjeduje tisuću imena, uključujući i Taliesin.
- Liranan - bog mora, koji nekoliko puta priskače u pomoć Paulu.

Sile tame
- Galadan - Gospodar Andaina (Andain je naziv za sve potomstvo između bogova i smrtnika). Može uzeti oblik crnog vuka sa srebrnim trakom na glavi. Radi za Maugrima, ali pri tome ima vlastite ciljeve.
- Rakoth Maugrim - Sathain, Zakrabuljeni - odmetnički bog, neprijatelj Tkalca i svega što je dobro. Iz ljubomore prema Tkalcu ušuljao se u njegovu kreaciju unijevši u nju strah, bol i veliko zlo. Kako je došao izvan Razboja, Tkalac nema nikakvu kontrolu nad njegovom niti u Tapiseriji, te stoga on ne može biti uništen. Tisuću godina prije događaja u romanima, ujedinjene snage svih rasa Fionavara uspjele su ga pobijediti u velikoj bitki kod planine Rangat, te su ga pod tom istom planinom zatočili. Njegovo oslobođenje iz tisućgodišnjeg zarobljeništva pokreće događaje koje trilogija opisuje.

## Romani trilogije
- Stablo ljeta
- Lutajući plam
- Najtamnija cesta